# بنینگ دبلیو. جنس
بنینگ دبلیو. جنس (به انگلیسی: Benning W. Jenness) سناتور سابق عضو حزب دموکرات ایالات متحده آمریکا بود. وی در سال ۱۸۴۵ تا ۱۸۴۶ میلادی سناتور ایالت نیوهمپشایر در سنای ایالات متحده آمریکا بود.